# Lycosa accurata
Lycosa accurata este o specie de păianjeni din genul Lycosa, familia Lycosidae. A fost descrisă pentru prima dată de Becker, 1886. Conform Catalogue of Life specia Lycosa accurata nu are subspecii cunoscute.